# 口羽元智
口羽 元智（くちば もととも）は、安土桃山時代から江戸時代初期にかけての武将。毛利氏家臣で長州藩士。父は毛利氏重臣の口羽春良。祖父は口羽通良。

## 生涯
天正6年（1578年）、毛利氏の重臣である口羽春良の三男として生まれる。
天正17年（1589年）12月20日に毛利輝元の加冠状を受けて元服し、「元」の偏諱を与えられて「元智」と名乗った。
天正20年（1592年）4月から始まる文禄の役では、父の春良と従兄弟の通平が輝元に従って朝鮮へ渡海したが、慣れない朝鮮の風土から病にかかる者が続出。同年10月11日に春良が開寧の陣中で病死し、文禄2年（1593年）3月9日には通平も死去した。父・春良の死によって、文禄3年（1594年）9月9日に元智は父の所領1000石の内、石見国邑智郡出羽の高見村250石と雪田200石、出雲国大原郡阿用の内の50石、合計500石を相続することを輝元から認められる。
慶長5年（1600年）の関ヶ原の戦い後、毛利氏の防長転封に従って長門国へ移り住んだ。慶長19年（1614年）8月12日に通平の子・元通が嗣子のいないまま江戸で病死したため、元通の所領も元智に与えられ、長門国美祢郡伊佐村329石と周防国玖珂郡久原村121石の合計450石の地を領することとなる。
寛永3年（1626年）4月10日に49歳で死去。兄・元良の次男である元衡が後を継いだ。